# Emil Kornvig
Emil Kornvig, né le 28 avril 2000 à Søborg au Danemark, est un footballeur danois qui évolue au poste de milieu central au SK Brann.

## Biographie

### En club
Né à Søborg au Danemark, Emil Kornvig est formé au Lyngby BK. Il joue son premier match en professionnel le 11 septembre 2019, à l'occasion d'une rencontre de coupe du Danemark face au Fremad Amager. Il entre en jeu à la place de Marcel Rømer et son équipe s'incline aux tirs au but.
Le 26 juillet 2021, il est recruté par le Spezia Calcio, qui le prête dans la foulée à SønderjyskE,. Il inscrit son premier but en professionnel avec ce club, le 29 août 2021, lors d'une rencontre de championnat face au Viborg FF. Titulaire, il ouvre le score de la tête sur un service d'Emil Holm, et les deux équipes se neutralisent (2-2 score final).
Le 1er septembre 2022, Emil Kornvig est de nouveau prêté par la Spezia, cette fois au Cosenza Calcio pour une saison.
Le 1er août 2023, Emil Kornvig quitte définitivement le Spezia Calcio où il n'aura joué aucun match, et rejoint l'AS Cittadella.
Emil Kornvig quitte l'AS Cittadella seulement quelques mois après son arrivée. Il rejoint la Norvège et le club du SK Brann le 16 février 2024, signant un contrat courant jusqu'en décembre 2027. Il y retrouve plusieurs anciens de ses coéquipiers, comme les danois Magnus Warming et Svenn Crone qu'il a connu au Lyngby BK, ainsi que Bård Finne avec lequel il a joué à SønderjyskE, mais également Japhet Sery Larsen.

### En sélection
Emil Kornvig compte trois sélections avec les moins de 17 ans, toutes obtenues en 2016.
Avec les moins de 20 ans, il se met en évidence en inscrivant un but contre l'Argentine en juin 2021.